# Ekspedicijski liker
Ekspedicijski liker, ekspedicioni liker (fra. liqueur de dosage, liqueur d'expédition) je u Republici Hrvatskoj, u smislu Pravilnika o proizvodnji vina, proizvod koji se dodaje prirodno pjenušavim vinima, biser vinima i gaziranim vinima radi postizanja specifične kakvoće. 
Svrha dodavanja je pjenušcu poboljšati organoleptičke osobine, okus i miris. Bolji i harmoničniji okus dobit ćemo zaslađivanjem, a miris ćemo pojačati s buketnim tvarima vinskog destilata tj. vinjaka.
Pjenušavom vinu se dodavanjem ekspedicijskog likera smije povećati alkoholna jakost najviše za 0,5 vol.%. Sastojci koje ekspedicijski liker smije sadržati su: šećer, mošt, mošt u vrenju, koncentrirani mošt, rektificirani koncentrirani mošt, vino, vinjak i/ili vinski destilat. Dodavanje ekspedicijskog likera ne smatra se ni doslađivanjem niti pojačavanjem. Ni dodavanje tiražnog likera (fra. liqueur de tirage) ne smatra se pojačavanjem, ako ne poveća ukupnu ukupnu alkoholnu jakost kupaže za više od 1,5 vol %. Povećanje mjerimo izračunom razlike ukupne alkoholne jakosti kupaže i ukupne alkoholne jakosti pjenušavog vina prije nego što je dodan ekspedicijski liker.

## Dodavanje likera
Dodavanje ekspedicijskog likera koristimo u postupku proizvodnje pjenušca tradicionalnom odnosno klasičnom metodom (fra. methode champenoise). Peti je korak nakon degožiranja. Ekspedicijski liker uglavnom pripremamo od dobro starog vina. Na jednu litru takva vina treba dodati 700 grama šećera i dodati od 2 do 6 posto dobrog vinjaka.
Liker ne smijemo dodati u bilo kojem trenutku. Mora biti bistar prije nego što ga primijenimo. Posebnim strojevima ulijevamo liker u boce. Stroj automatski odmjerava količinu likera, ovisno o vrsti pjenušca i ciljanoj količini šećera. Dodaje se od 50 do 60 ml ekspedicijskog likera.

## Čepljenje i opremanje boca
Po dodavanju zatvara se boce čepovima od kvalitetna pluta. Čepljenje radi čepilica za plutene šampanjske čepove. Sigurnosno se zatvara sigurnosnom metalnom kapicom i preko nje mrežastom žicom. Mrežastu žicu pričvršćuje se za grlo boce.
Nakon čepljenja, čime postižemo da tekućina ne izlazi i da ne ishlape aromatične tvari, mora se pomiješati dvije tekućine, vino i dodani ekspedicijski liker. Boce se za to lagano protrese radi miješanja. Zatim boce ostavljamo mirovati 2 do 3 mjeseca u rashlađenoj prostoriji radi harmoniziranje likera i vina.